# São Rafael de Olivença
São Rafael de Olivença é uma aldeia e uma pedanía numa zona fronteiriça, cuja demarcação  é objeto de litígio entre Portugal e Espanha. Reivindicada de jure por ambos países, integra atualmente a comunidade autónoma espanhola da Estremadura. Pertence ao concelho de Olivença.

## História
A história da povoação é recente, foi criada como muitas outras localidades da região pelo Plano Badalhouce, dirigido por Francisco Franco. Construída ex novo em 1956, foi chamada assim em honra do ministro Rafael Cavestany Anduaga em continuação do culto de personalidade franquista.